# The Raven (Lou Reed)
The Raven è un concept album di Lou Reed pubblicato nel 2003, ispirato alle poesie e ai racconti di Edgar Allan Poe.

## Tracce

### Edizione 2 CD (edizione limitata)

#### Disco 1: Atto 1
1. The Conqueror Worm
2. Overture
3. Old Poe
4. Prologue (Ligiea)
5. Edgar Allan Poe
6. The Valley of Unrest
7. Call in Me
8. The City in the Sea / Shadow
9. A Thousand Departed Friends
10. Change
11. The Fall of the House of Usher
12. The Bed
13. Perfect Day
14. The Raven
15. Balloon

#### Disco 2: Atto 2
1. Broadway Song
2. The Tell-Tale Heart (Pt. 1)
3. Blind Rage
4. The Tell-Tale Heart (Pt. 2)
5. Burning Embers
6. Imp of the Perverse
7. Vanishing Act
8. The Cask
9. Guilty, spoken
10. Guilty, sung
11. A Wild Being from Birth
12. I Wanna Know (The Pit and the Pendulum)
13. Science of the Mind
14. Annabel Lee - The Bells
15. Hop Frog
16. Every Frog Has His Day
17. Tripitena's Speech
18. Who Am I? (Tripitena's Song)
19. Courtly Orangutans
20. Fire Music
21. Guardian Angel

### Edizione con un CD
1. Overture
2. Edgar Allan Poe
3. Call in Me
4. The Valley Of Unrest
5. A Thousand Departed Friends
6. Change
7. The Bed
8. Perfect Day
9. The Raven
10. Balloon
11. Broadway Song
12. Blind Rage
13. Burning Embers
14. Vanishing Act
15. Guilty
16. I Wanna Know (The Pit And The Pendulum)
17. Science Of The Mind
18. Hop Frog
19. Tripitena's Speech
20. Who Am I? (Tripitena's Song)
21. Guardian Angel

## Formazione
- Lou Reed - voce, chitarra
- Mike Rathke - chitarra
- Fernando Saunders - basso, chitarra
- Tony Thunder Smith - batteria
- Friedrich Paravicini - pianoforte, tastiera
- Patrick Carroll - basso, programmazione in Who Am I? (Tripitena's Song)
- Antoine Silverman - violino
- Marti Sweet - violino
- Jane Scarpantoni - violoncello
- Steve Bernstein - tromba
- Art Baron - trombone in Broadway Song
- Doug Wieselman - sassofono tenore, sassofono baritono
- Paul Shapiro - sassofono tenore
- Ornette Coleman - sax alto in Guilty
- Frank Wulff - ghironda, oboe
- Kate & Anna McGarrigle - cori
- Shelly Woodworth - corno inglese in Who Am I? (Tripitena's Song)